# Peter Ilsted
 (février 2017).
Si vous disposez d'ouvrages ou d'articles de référence ou si vous connaissez des sites web de qualité traitant du thème abordé ici, merci de compléter l'article en donnant les références utiles à sa vérifiabilité et en les liant à la section « Notes et références ».
Peter Ilsted (1861-1933) est un graveur à la manière noire danois. 
Ilsted, Carl Holsøe et le beau-frère d'Ilsted, Vilhelm Hammershøi, sont les artistes principaux du Danemark du début du XXe siècle, membre du mouvement de l'« exposition libre ».

## Biographie
Peter Ilsted est né le 14 février 1861 à Sakskøbing, au Danemark.
Peter Ilsted meurt le 16 avril 1933 à Copenhague.

### L'«exposition libre»
Ilsted, Carl Holsøe et le beau-frère d'Ilsted, Vilhelm Hammershøi, sont les artistes principaux du Danemark du début du XXe siècle, membre du mouvement de l'« exposition libre ». C'est une association d'art progressiste créée vers 1880. Ils sont célèbres pour leurs peintures de rayons de soleil et de pièces silencieuses, toujours dans des tonalités subtiles. Elles reflètent l'ordre de la vie tranquille — à la manière des premières œuvres de Johannes Vermeer.
Leur art sera plus tard appelé l'« École de l'Intérieur de Copenhague ». Ces intérieurs évoquent à la fois un sens du calme et du mystère. Les pièces ordonnées sont souvent vues de derrière, ce qui pousse le spectateur à se demander si les scènes sont tranquilles ou s'il y a autre chose. James Abbott McNeill Whistler et d'autres critiques d'art admirait particulièrement leurs œuvres et collectionnaient celles d'Ilsted[réf. nécessaire].
Les historiens de l'art scandinaves étudient abondamment la rencontre de l'art français avec l'art scandinave : Peter Nørgaard Larsen, notamment, étudie le rapprochement de ces derniers à l'impressionnisme et estime que « le symbolisme danois avait trouvé sa forme spécifique dans la peinture de paysage, mais surtout dans les scènes d’intérieur, comme le montrent les tableaux de Vilhelm Hammershøi, Georg Nicolai Achen et Peter Vilhelm Ilsted ».

## Œuvre

### Ilsted et Hammershøi
Ilsted est le beau-frère de Vilhelm Hammershøi ; bien que leur style soit très similaire, on peut les distinguer pour différentes raisons. Tandis que l'œuvre d'Hammershøi a une austérité distante du sujet, les scènes d'Ilsted représentent la vie de tous les jours. Bien que les premiers tableaux pleins de couleurs d'Hammershøi soient des réminiscences de James Tissot, son œuvre est intrinsèquement danoise ; Ilsted est plus un technicien recherchant de nouvelles techniques dans l'art graphique. Les gravures à la manière noire (parfois encrées en couleur à la poupée) sont très populaires et importantes à son époque : elles étaient une véritable innovation pour ce support.
Ilsted a exposé son travail dans toute l'Europe, notamment à Londres en 1907, en Allemagne et au Salon de peinture et de sculpture parisien : c'est là que son œuvre gravé est exposé pour la première fois à la communauté artistique européenne.

### Gravures à la manière noire

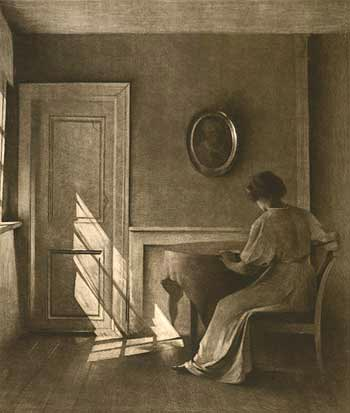
Sunshine Falling on a Door, manière noire de Peter Ilsted.

Il était le seul membre de son groupe d'artistes à privilégier la gravure. Les résultats obtenus en manière noire furent révolutionnaires[réf. nécessaire]. Certaines d'entre elles — en noir ou en couleurs — sont considérées comme étant parmi les meilleures jamais réalisées[réf. nécessaire]. Sa plus grande contribution à cet art fut l'encrage à la poupée — une technique qu'utilisèrent par la suite T. F. Šimon et Manuel Robbe notamment, et qui est devenu une technique enseignée dans tous les ateliers de gravure.[réf. nécessaire]

## Reconnaissance
Peter Ilsted avait beaucoup de succès de son vivant et gagna plusieurs récompenses et fit de nombreuses relations grâce à ses œuvres.

## Conservation
Le Metropolitan Museum of Art de New York a monté une importante exposition sur le travail d'Ilsted, Hammershøi et Vermeer en 2001.